# 大槻優菜
大槻 優菜（おおつき ゆな、1979年5月25日 - ）は、ミュージシャン。音楽プロデューサー、作詞、作曲、編曲、キーボーディスト。福島県会津若松市出身。Happy Record所属。

## 略歴
小学生の頃から音楽を志し、ギター教室に通い始めたり、歌本で曲の構成などについて独学で研究を始める。
中学生の時にはバンドを結成し、原宿ホコ天などで活動。独学で音楽理論を学んだのち、杉山清貴バンドでキーボードだった故松下一也の元で修行。
2003年11月、バンド活動を共にしたボーカリストの鈴木有美とのユニット『Pyw』を結成。作詞家、作曲家として多くのアイドルやタレント、ゲーム作品に楽曲を提供。自身もPywやアイドルユニット『桃色少女』などでライブ活動や作品を発表。
2005年8月、初の全面プロデュース作品である久保亜沙香のアルバム『花音-Camellia-』発売。このアルバム制作を機に、鈴木有美・久保亜沙香との3人によるユニット『Pyw-A』を結成。多数のライブイベントに参加する他、2013年1月20日に行われた久保のバースデーライブ「A-muse」（於：渋谷TAKE OFF 7）では、大槻がキーボード、鈴木がコーラスで参加した。
2005年9月から2006年12月まで、アイドルシンガーソングライターの荒井祥恵とイベント「さっち〜・ゆなのhappy☆happyプレゼント」を開催。
2006年11月、「Happy Record」レーベルを立ち上げ、Pyw、Pyw-Aの作品やプロデュース作品を発表。
2007年3月より主催イベントとして、音楽と歌が好きなシンガーによるイベント『花詩』を不定期開催。

## 人物
- 歴史好きで、休みの日には神社仏閣巡りをすることもある。
- 映画『リロ・アンド・スティッチ』のキャラクタースティッチ好きで、キャラクターグッズを収集している。

## ディスコグラフィー

### Pyw
- 「Pyware」
- 「Perpetual」
- 「Pyw pop.」
- 『Pyw BEST 1』（2006.5.25）
- 『Pyw BEST 2』（2006.8.10）
- 「Breath of Spring」（2008.1.20）

### Pyw-A
- 「Pywaty」（2006.11.19）

### プロデュース
- 久保亜沙香『花音-Camellia-』（2005.8.28）、『A-muse』（2013.1.21）
- 天野琥珀『ひだまりの花』
- あけ☆たま「Fortune Love」、「ワダツミに抱かれし世界」、「約束〜前編〜」、「約束〜完結編〜」、「twinkle snow」、『銀の月 群青の旋律』（2009.3.15）
- 山走千春「smile」
- 鈴木まどか「ここからの1ページ/Yes,I believe」
- Mirage（上月あや＋桜川ひめこ）「秘密玩具〜Secret Figure〜」
- 上月あや「届けはぁと」
- Petit Pomposo「星空Symphony」
- オムニバス『Happy Collection vol.1』
- オムニバス『Happy Collection vol.2〜Four Seasons Love〜』

### 楽曲提供
- 久保亜沙香「溺れる人魚」「GIRL FRIEND」「永遠になれ!」「ネムリネコ」「フラッシュバック」「moonlight mermaid」「Colorful」
- PrettyPinkProject「orange days」
- 荒井祥恵「dear memories」
- ぷちきゅ→ 「ING」「月夜の恋物語」「love☆beam」「Petit☆らぶ」
- 綾依夏子「ぎゅっと、恋して」「夏空」
- 演舞Re夢「In My Heart.」
- ラブニポポン「ラブニポポン」｢必死系でいぃぢゃない☆｣

### ゲーム音楽
- 「AVキング」EDとBGM
- 「レクタンドール戦記レヴォラシオン〜紋章の記憶〜」挿入歌とBGM
- 「ぶるじょあBang!でぃっと」BGM
- 「Sweet Pleasure」主題歌
- 「淫触の病棟」主題歌とBGM